# Ртутна газорозрядна лампа

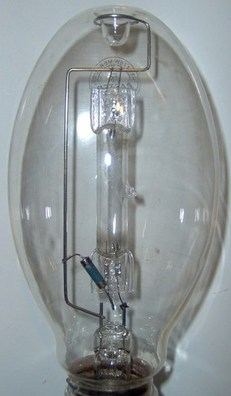
Ртутна газорозрядна лампа 175 Вт

Ртутна лампа (повна назва: дугова ртутна люмінесцентна лампа — ДРЛ, англ. mercury-vapor lamp), являє собою газорозрядне штучне джерело світла, в якому задля отримання потоку світла використовується електрична дуга крізь пари ртуті, котрі знаходяться під високим тиском (на відміну від трубчастих або компактних люмінесцентних ламп, де тліючий розряд відбувається у парах ртуті за низького тиску).
Дуговий розряд, зазвичай, обмежений невеликою кварцовою трубкою, встановленою у більшій колбі з боросилікатного скла. Зовнішній ковпак може бути прозорим або покритим люмінофором; у будь-якому разі, зовнішня колба забезпечує теплоізоляцію, захист для оточення від ультрафіолетового випромінювання, що створюється дуговим світлом, і зручне місце розташування для газорозрядної кварцової трубки високого тиску.

## Загальне

Будова лампи та з'єднання: 1-скляна колба, інколи покрита люмінофором зсередини, 2-основні електроди, 3-резистор запалювання, 4-допоміжний електрод, 5-кварцова газорозрядна трубка, 6-краплинна ртуть. Dl - дросель, С-конденсатор.

Дугові ртутні люмінесцентні лампи більш енергоефективні, ніж лампи розжарення, а також більшості люмінесцентних ламп — зі світловою віддачею від 35 до 65 люмен / Вт. Іншими їхніми перевагами, є тривалий термін служби — у межах 24 000 годин і високий рівень яскравості білого світла. З цих причин лампи ДРЛ переважно використовувалися для освітлення великих площ, наприклад, на фабриках, складах і спортивних спорудах, а також для вуличних ліхтарів. 
Яскраві ртутні лампи випромінюють біле світло з блакитно-зеленим відтінком. Це освітлення не гарно передає природний колір шкіри людини і сприяє поганому настрою, тож через це такі лампи, зазвичай, не застосовувалися у закладах роздрібної торгівлі чи на спортивних майданчиках. «Покращення кольору» ртутних ламп досягалося за допомогою люмінофора, нанесеного на внутрішню поверхню зовнішньої колби. Люмінофорне покриття забезпечувало краще передавання кольору, порівняно з більш ефективними, але з низьким, або навіть негативним рівнем Ra, натрієвими лампами високого або низького тиску. Найрозповсюдженішими лампами ДРЛ, що вироблялися в Україні, були лампи з цоколями Е40 на 250 та 400 Вт.

### Спосіб роботи
Ртутні лампи, як і усі газорозрядні лампи, вимагали для запуску дуги і подальшої своєї роботи (підтримування тліючого розряду), особливого пускорегулювального пристрою. Для

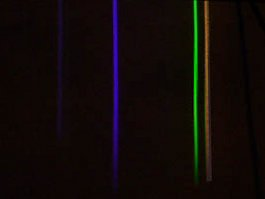
Лінійний спектр парів ртуті. Синьо-зелений відтінок ртутних ламп, зумовлений значними фіолетовими та зеленими лініями.

досягнення повного світлового потоку, на який здатна лампа ДРЛ, також був потрібен час підігріву 4-7 хвилин. Завдяки більш високій світловій віддачі та у рази більшому індексу передавання кольору, що притаманно більш сучасним металгалогеновим лампам, ртутні лампи на початку 2010-х років стали застарілими і поступово виводяться з використання.

### Особливості експлуатації
На додаток до крихкості скляної колби, що було властиво усім тогочасним електричним лампам, ртутні газорозрядні лампи високого тиску надзвичайно нагрівалися під час тривалої роботи, через що у ламп вітчизняного виробництва (в іноземних ДРЛ, контакт створювався не паянням, а зварюванням), могли траплятися випадки розплавлення місця приєднання одного з контактів лампи до цоколя і вона гасла. Під час заміни такої ртутної лампи, яка щойно тривалий час перебувала під напругою, від високої температури, з брезентових рукавиць навіть міг виділятися дим.

### Природоохоронні питання
Через застосування шкідливої для довкілля ртуті у колбі, такі лампи підлягали обов'язковій утилізації, що коштувало грошей отже-й, зменшувало їхню енергоефективність та екологічність.